# Centa Herker-Beimler
Kreszenz „Centa“ Herker-Beimler, geborene Dengler (* 12. März 1909 in München; † 19. August 2000 ebenda), war eine deutsche Kommunistin und Widerstandskämpferin.

## Jugend
Herker-Beimler war die Tochter von Therese Dengler, geborene Neth und Josef Dengler, der im Bauarbeiterverband gewerkschaftlich organisiert und KPD-Mitglied war. Sie hatte eine Schwester. Nach dem Besuch der Volksschule war sie Schülerin einer kaufmännischen Vorbildungsschule und arbeitete anschließend im Büro einer Münchner Rechtsanwaltskanzlei.
1925 wurde sie Mitglied im Kommunistischen Jugendverband (KJV) in München-Schwabing, war an mehreren politischen Aktionen gegen die Nationalsozialisten beteiligt, verteilte Flugblätter, nahm an Aufmärschen und Maiveranstaltungen teil und bildete sich in Abendkursen politisch fort. 1928 trat sie in die KPD ein und arbeitete 1928 einige Monate als Redakteurin für die kommunistische „Neue Zeitung“. Kurze Zeit arbeitete sie auch für die Rote Hilfe. Hauptamtlich war Herker-Beimler im Büro der KPD Bayerns in München angestellt und belieferte die etwa 300 KPD-Ortsgruppen mit Wahlunterlagen. 1928 lernte sie dort den Witwer Hans Beimler kennen, der in Augsburg den KPD-Unterbezirk der KPD aufbaute; Herker-Beimler kümmerte sich in dieser Zeit in München um seine zwei Kinder. Im Mai 1929 zog sie nach Augsburg um und arbeitete bei einer kommunistischen Organisation für Kriegsbeschädigte. 1930 heiratete sie Hans Beimler und kehrte 1932 mit ihrer Familie nach München zurück. 1931 wurde Hans Beimler in den Bayerischen Landtag gewählt und 1932 Reichstagsabgeordneter.

## Zeit des Nationalsozialismus
Nach einem Hinweis durch Angehörige der Feldmochinger Polizei vor ihrer bevorstehenden Verhaftung tauchte das Ehepaar im März 1933 unter und wohnte illegal in einer Gartenkolonie in Großhadern. Die beiden Kinder wurden bei den Eltern von Herker-Beimler untergebracht. In der Illegalität verfasste das Ehepaar Flugblätter und organisierte den kommunistischen Widerstand in Südbayern.
Am 11. April 1933 wurde Hans Beimler nach einer Denunziation verhaftet und in das KZ Dachau eingewiesen, von wo ihm in der Nacht vom 8. auf den 9. Mai 1933 die Flucht gelang. Am 21. April 1933 wurde Herker-Beimler verhaftet, zunächst ins Polizeipräsidium in der Münchner Ettstraße verbracht und danach in das Gefängnis München-Stadelheim eingeliefert, wo sie bis 1936 in „Schutzhaft“ zubringen musste. Zeitweilig wurde ihre gesamte Familie in „Sippenhaft“ genommen. Der Sohn Hans Beimlers wurde in eine Erziehungsanstalt in Wasserburg am Inn eingeliefert. 1934 konnten die Kinder mit Hilfe von Hans Beimler in die Sowjetunion fliehen. In der Haft lernte sie Rosa Aschenbrenner, Berta Stiegler und Gerda Rüschütz kennen. Nach dem Tod ihres Vaters 1935 wurde ihr die Teilnahme an der Bestattung wegen „Fluchtgefahr“ verweigert. 1936 wurde Herker-Beimler in das Frauen-KZ Moringen überführt, im Februar 1937 entlassen und lebte anschließend bei ihrer Mutter in München. Ihr Ehemann Hans Beimler fiel am 1. Dezember 1936 im Spanischen Bürgerkrieg. In München fand sie eine Arbeitsstelle bei der Oberbayerischen Aktiengesellschaft für Kohlenbergbau („Oberkohle“) und musste sich täglich bei der Gestapo melden. Nach dem Hitler-Attentat von Georg Elser im November 1939 wurde Herker-Beimler erneut für vier Wochen in Stadelheim inhaftiert. 1941 schloss sie sich der Widerstandsgruppe Hartwimmer-Olschewski an und erhielt den Auftrag, illegale Kontakte nach Augsburg zu knüpfen. Im März 1942 wurde sie erneut verhaftet und im November 1942 wieder entlassen. Nach den alliierten Luftangriffen auf München wurde die Verwaltung der Oberbayerischen Aktiengesellschaft für Kohlenbergbau 1943 nach Penzberg ausgelagert, wo sie sowjetische Kriegsgefangene unterstützte. Vom Oberlandesgericht München wurde Herker-Beimler am 20. Juni 1944 zu einer Strafe von einem Jahr und sechs Monaten Gefängnis verurteilt, da die „Oberkohle“ ein „kriegswichtiger“ Betrieb war, wurde ihr die durch die Untersuchungshaft noch nicht verbüßte Reststrafe erlassen.

## Nachkriegszeit
Nach der Einnahme Penzbergs durch amerikanische Truppen am 30. April 1945 arbeitete sie noch bis zum 31. Dezember 1945 weiter bei der „Oberkohle“. Im August 1945 heiratete sie das KPD-Mitglied Hans Herker, den sie 1942 während der Haft bei der Gestapo München im Wittelsbacher Palais kennengelernt hatte, wo er als Untersuchungshäftling Malerarbeiten ausführen musste. Ende 1945 kehrte sie nach München zurück und erhielt eine beschädigte Wohnung in der Belgradstraße. In der Folgezeit engagierte sie sich in der Frauen- und Kinderbetreuung der KPD und wurde 1947 Mitglied der Vereinigung der Verfolgten des Naziregimes (VVN). Dort wurde sie Kreisvorsitzende, Mitglied des Landesvorstands und war im Bereich Wiedergutmachung tätig. 1948 wurde ihre Tochter Christa geboren. Sie war weiter politisch aktiv und engagierte sich gegen die Aufrüstung, den Vietnamkrieg und die Notstandsgesetze. Als Zeitzeugin hielt sie zahlreiche Vorträge vor Jugendlichen über die Zeit der nationalsozialistischen Diktatur. 1964 verstarb ihr Ehemann Hans Herker.

## Gedenken
Der Dokumentarfilm von Carin Braun Halt durch, Dirndl! von 1983 zeichnete das Leben von Centa Herker-Beimler nach.
Am 9. Dezember 2004 beschloss der Münchner Stadtrat, den Centa-Herker-Bogen in Schwabing nach ihr zu benennen.